# Autolyca punctata
Autolyca punctata är en insektsart som beskrevs av Oskar V.Conle och Frank H.Hennemann 2002. Autolyca punctata ingår i släktet Autolyca och familjen Pseudophasmatidae. Inga underarter finns listade.